# Oxacis maublanci
Oxacis maublanci es una especie de coleóptero de la familia Oedemeridae.

## Distribución geográfica
Habita en Brasil.